# عشاق (نقاشی)
عشاق، یا دو عاشق، یک نقاشی اثر رضا عباسی ، هنرمند ایرانی، است. این کار که با ترکیب جوهر، آبرنگ و تذهیب روی کاغذ انجام شده‌است، دو عاشق را در آغوش یکدیگر نشان می‌دهد. این نقاشی در مجموعه موزه متروپولیتن نیویورک است.

## شرح
این نقاشی دو عاشق را در آغوش یکدیگر نشان می‌دهد. ژست بدن این این دو به‌گونه کشیده‌شده‌است که یک عشق‌بازی پرشور و احساساتی را نشان‌می‌دهد اما چهرهایشان بی‌حس و خنثی است. این موضوع را می‌توان در بسیاری دیگر از نقاشی‌های دوره صوفیه مشاهده کرد. لباس‌های تیره و رنگی دو عاشق در تضاد با پس‌زمینه قهوه‌ای پشت سرشان است. از کیفیت لباس مرد می‌توان پی‌برد که او فردی ثروتمند است و نیز به احتمال زیاد یک روسپی است (شغلی که در آن زمان در ایران صفوی قانونی بود). ناف و پاهای برهنه زن (اگرچه باقی بدن و موهایش پوشیده‌است) و در دست گرفتن سینه او توسط مرد، ماهیت شهوانی این اثر را قوت بخشیده‌است. ابرها، گل‌ها و درخت‌ها این زوج را احاطه کرده‌اند و به در مرکز قرار دادن این دو در نقاشی کمک می‌کنند. یک لیوان شراب و بشقاب میوه ای نیمه خالی کنار پاهای آنها قرار دارد.
عشاق را رضا عباسی هنرمند ایرانی در سال ۱۶۳۰ کشید. در آن زمان، عباسی به عنوان یک نقاش جسور و بدیع شناخته شده بود - کارهای او متمایز از هنری سنتی ایران در دوره صفویه بود. گرچه این هنرمند قبلاً زنان برهنه را نقاشی کرده بود، اما در این نقاشی با به‌تصویر کشیدن یک زوج به جای اینکه تنها افکار شهوانی را برانگیزد، صحنه یک عشق‌بازی را نیز به‌تصویر کشیده‌است.
اگرچه سبک بحث‌برانگیز او خطری برای ادامه زندگی حرفه ای وی به‌شمار می‌رفت، ارتباط و علاقه بسیار شاه عباس یکم به او اجازه ادامه کار داد.
عشاق در سال ۱۹۵۰ توسط فرانسیس ام. ولد به موزه هنر متروپولیتن اهدا شد.